# Verónica Rodríguez
Verónica Rodríguez (Maracay, Venezuela; 1 de agosto de 1991) es una actriz pornográfica, modelo erótica y cantante venezolana.

## Primeros años
Verónica Rodríguez nació en agosto de 1991 en la ciudad venezolana de Maracay, capital del municipio Atanasio Girardot y del estado Aragua. Fue educada en una escuela privada católica en la que los alumnos estaban divididos por sexos. Sus padres se divorciaron cuando tenía 8 años y se trasladó con su madre a los Estados Unidos, donde vivió en Chicago durante 4 años y posteriormente en Miami.

## Carrera
Antes de entrar en la industria, trabajó como vendedora en un centro comercial de Miami. Su primera internada en el porno le llegó haciendo un cameo como extra en una producción. Ello le permitió entrar en contacto con productores del sector que le preguntaron si tenía interés en participar de pleno en la industria.
Debutó como actriz pornográfica en 2011, a los 20 años, siendo su primera escena para el estudio BangBros. Ha trabajado para productoras como Naughty America, Pure Play Media, Evil Angel, 3rd Degree, Brazzers, Hustler, Girlsway, Devil's Film, Vixen, New Sensations, Digital Playground, Reality Kings, Elegant Angel, Girlfriends Films o Wicked, entre otras.
Se ha destacado como uno de los valores futuros de la industria pornográfica, con una presencia estable desde 2014 en el circuito de premios del sector, principalmente los Premios AVN y los XBIZ. De todas las nominaciones recibidas, ha destacado por ser mayoría las referentes a premios como Mejor escena de sexo lésbico, Mejor escena de sexo lésbico en grupo o Mejor escena de trío M-H-M. En 2015, en los Premios XBIZ fue nominada a Artista femenina del año y a Mejor actriz de reparto por Apocalypse X.
Ha rodado más de 500 películas como actriz. Alguno de sus trabajos son Amateur Assault, Cuties 6, Evil Squirters 2, Flesh Hunter 12, Glamour Girls 4, Kendra's Angels, Latina Squirt Goddess, Naughty Athletics 21, Oil Overload 11, Panty Raid o Sweet Petite.

## Premios y nominaciones
| Año  | Ceremonia         | Resultado | Premio                                                 | Trabajo                     |
| ---- | ----------------- | --------- | ------------------------------------------------------ | --------------------------- |
| 2013 | Sex Awards        | Nominada  | Porn Star of the Year                                  | —                           |
| 2013 | Sex Awards        | Nominada  | Porn's Best Body                                       | —                           |
| 2013 | Sex Awards        | Nominada  | Sexiest Adult Star                                     | —                           |
| 2013 | The Fannys        | Ganadora  | Ethnic Performer of the Year                           | —                           |
| 2014 | Premios AVN       | Nominada  | Mejor escena de sexo lésbico en grupo                  | Party of Three 7            |
| 2014 | The Fannys        | Nominada  | Ethnic Performer of the Year                           | —                           |
| 2014 | The Fannys        | Nominada  | Female Performer of the Year                           | —                           |
| 2014 | Premios XBIZ      | Nominada  | Mejor escena de sexo en película vignette              | Barely Legal 131            |
| 2014 | Premios XRCO      | Nominada  | Cream Dream of the Year                                | —                           |
| 2015 | Premios AVN       | Nominada  | Mejor escena de sexo lésbico                           | Apocalypse X                |
| 2015 | Premios AVN       | Nominada  | Mejor escena POV de sexo                               | Dress-Up Dolls              |
| 2015 | Premios AVN       | Nominada  | Mejor escena de trío M-H-M                             | Latinas On Fire             |
| 2015 | Premios AVN       | Nominada  | Premio fan: Actriz porno favorita                      | —                           |
| 2015 | Premios XBIZ      | Nominada  | Artista femenina del año                               | —                           |
| 2015 | Premios XBIZ      | Nominada  | Mejor actriz de reparto                                | Apocalypse X                |
| 2015 | Premios XRCO      | Nominada  | Cream Dream of the Year                                | —                           |
| 2016 | Premios AVN       | Nominada  | Mejor actuación solo / tease                           | Freaky Petite               |
| 2016 | Premios AVN       | Nominada  | Premio fan: Actriz porno favorita                      | —                           |
| 2016 | Premios XBIZ      | Nominada  | Mejor escena de sexo en película de parejas o temática | Lock and Load               |
| 2016 | Premios XBIZ      | Nominada  | Mejor escena de sexo en película de todo sexo          | Freaky Petite               |
| 2017 | Premios AVN       | Nominada  | Artista femenina del año                               | —                           |
| 2017 | Premios AVN       | Nominada  | Mejor escena de sexo chico/chica                       | Love Her Madly              |
| 2017 | Premios AVN       | Nominada  | Mejor escena de sexo lésbico                           | Lesbian Border Crossings    |
| 2017 | Premios AVN       | Nominada  | Mejor escena de sexo oral                              | Slobber River BJs           |
| 2017 | Premios AVN       | Nominada  | Mejor escena de trío M-H-M                             | Latina Squirt Goddess       |
| 2017 | Premios AVN       | Nominada  | Mejor escena escandalosa de sexo                       | Squirting Sex Parties       |
| 2017 | Premios AVN       | Nominada  | Premio fan: Web Queen                                  | —                           |
| 2017 | Spank Bank Awards | Nominada  | Baroness of Licking Lady Ass                           | —                           |
| 2017 | Spank Bank Awards | Nominada  | Pussy of the Year                                      | —                           |
| 2017 | Premios XBIZ      | Nominada  | Mejor escena de sexo en película lésbica               | Lesbian Border Crossings    |
| 2017 | Premios XBIZ      | Nominada  | Mejor escena de sexo en película vignette              | Kendra Lust Fucks Couples   |
| 2018 | Premios AVN       | Nominada  | Mejor escena de sexo lésbico                           | Kristen Scott's Skip Day    |
| 2018 | Premios AVN       | Nominada  | Mejor escena de sexo lésbico en grupo                  | Performers of the Year 2017 |
| 2019 | Premios AVN       | Nominada  | Mejor escena de sexo lésbico                           | Girls Gone Pink             |
| 2019 | Premios AVN       | Nominada  | Premio fan: Estrella mediática                         | —                           |